# Bürgermeisterei Welschbillig
Die Bürgermeisterei Welschbillig im Landkreis Trier im Regierungsbezirk Trier in der preußischen Rheinprovinz war eine Bürgermeisterei mit 6 Dörfern, 3 Höfen, 1 Vorwerk, 2 Mühlen, welche 242 Feuerstellen und 1809 Einwohner hatten (Stand 1828).
Darin:
- Welschbillig mit dem Vorwerk Helenenberg, 1 Kath. Pfarrkirche, 102 Fst., 648 Einw.
- Eisenach mit 1 Kathol. Pfarrkirche, 35 Fst., 306 Einw.
- Möhn mit 28 Fst., 217 Einw.
- Gilzem mit 29 Fst., 241 Einw.
- Hofweiler mit 13 Fst., 109 Einw.
- Ittel mit den 3 Höfen Kyll, 2 Mühlen, 1 Kath. Pfarrkirche, 35 Fst., 288 Einw.

Sie entstand nach der Bildung der preußischen Rheinprovinz aus dem kurtrierischen Amt, das im Mittelalter und der Frühen Neuzeit bestanden hatte. Die Bürgermeisterei Welschbillig  wurde 1927 wieder in Amt Welschbillig umbenannt. Die Verbandsgemeinde Trier-Land in der heutigen Form entstand in den Jahren 1969/1970, als ein Großteil der Gemeinden der vorherigen Ämter Welschbillig und Ehrang in die Verbandsgemeinde Trier-Land integriert wurde.